# Ludekia
Ludekia là một chi thực vật có hoa trong họ Thiến thảo (Rubiaceae).

## Loài
Chi Ludekia gồm các loài: